# 飞机通信寻址与报告系统
飞机通信寻址与报告系统（英語：Aircraft Communication Addressing and Reporting System，缩写：ACARS）是一种在航空器与地面站之间通过无线电或卫星传输短消息（报文）的数字数据链系统。该协议于20世纪70年代提出，当时称之为Telex。

## 历史
在数据链系统出现之前，地面人员和飞行人员之间的所有交流只能通过语音进行。这种通讯以甚高频或高频语音无线电通信方式实现。1990年代早期卫星通信技术的引入，使这种通信模式得到了进一步加强。

### 简介
航空公司为了减少机组人员的工作负荷，提高数据的完整性，在1980年代末引入飞机通信寻址与报告系统。有少数飞机通信寻址与报告系统在此之前就已经出现，但未在大型航空公司得到广泛的应用。虽然飞机通信寻址与报告系统通常出现在关于数据链设备（航空电子系统中的一种现场可更换单元）的叙述中，但这个术语实际上是指完整的空中及地面系统。在飞机上，飞机通信寻址与报告系统由一个称为飞机通信寻址与报告系统管理单元(MU)的航电计算机和一个控制显示器单元(CDU)组成。MU用以发送和接受来自地面的甚高频无线电数字报文。在地面，飞机通信寻址与报告系统由一个有多个无线电收发机构成的网络组成，它可以接受（或发送）数据链消息，并将其分发到网络上的不同航空公司。
起初，飞机通信寻址与报告系统根据ARINC597标准设计。该系统在1980年代末期升级以满足ARINC724标准。ARINC724定义了航空电子设备数字数据总线接口。该标准后来又修订为ARINC724B。1990年代所有的数字化飞机都采用了ARINC724B标准。这样，用于飞机通信寻址与报告系统管理单元的ARINC724B规范，用于飞行管理系统的ARINC739规范，以及用于打印机的ARINC740规范就构成了一个协同工作的工业标准协议族。现在，工业领域又出现了新的ARINC规范，称为ARINC758,它是为下一代飞机通信寻址与报告系统管理单元—CMU系统设计的。

### OOOI狀態（OOOI Status）
飞机通信寻址与报告系统的第一个应用是去自动检测和报告飞机在主要飞行阶段（推出登机门——Out of the gate；离地——Off the ground；着陆——On the ground；停靠登机门——Into the Gate，工业上简称OOOI）的变化。这些OOOI事件是由飞机通信寻址与报告系统管理单元通过飞机上各种传感器（例如舱门、停留刹车和起落架上的开关传感器）的输出信号来确认的。在每一飞行阶段的开始时刻，ACARS将一个数字报文发送到地面，其中包括飞行阶段名称、发生时刻，以及其他诸如燃油量或始发地和目的地。起初这些信息被用在航空公司的自动薪酬计算系统中，因为在这些公司裡飞行人员的薪酬是与实际飞行挂钩的。

### 飞行管理系统接口
除了上述功能外，飞机通信寻址与报告系统还增加了支持其他机载航电设备的新接口。於1980年代末期至1990年代初期，在飞机通信寻址与报告系统和飞行管理系统之间的数据链接口出现了。这个接口可以将地面发送到机载ACARS管理单元上的飞行计划和气象信息，转发到FMS。这样，在飞行过程中航空公司就可以更新FMS中的数据，使得机组人员可以评估新的气象条件，或者变更飞行计划。

### 下载维护数据
1990年代早期，飞机通信寻址与报告系统同飞行数据采集与管理（FDAMS）或飞机状态监控系统（ACMS）之间接口出现，使得数据链系统在更多的航空公司得到应用。通过使用ACAS网络，航空公司就可以在地面上实时得到FDAMS/ACMS（用以分析航空器、引擎和操作性能）上的性能数据。这样，维护人员就不用非得等到飞机回到地面后才上到飞机上去获取这些数据了。这些系统能够识别出不正常的飞行，并自动向航空公司发送实时报文。详细的引擎状态报告也能经ACARS发送到地面。航空公司据此来监控引擎性能并规划维修活动。
除了与FMS和FDAMS的接口，从1990年代开始，工业领域又开始升级机载维护计算机，使它可以通过ACARS实时传送飞机的维护信息。航空公司维修人员通过这些信息和FDAMS数据，甚至在飞行过程中就可以规划有关航空器的维修活动。

### 人机介面
上述处理过程都是由飞机通信寻址与报告系统及相关系统自动执行的。随着飞机通信寻址与报告系统的发展，飞机通信寻址与报告系统控制单元现在同驾驶舱内的控制显示单元(CDU)之间有了直接连接。CDU，通常也称MCDU（多功能CDU）或MIDU，让机组可以像今天收发电子邮件一样收发消息。这项功能使飞行人员能够处理更多类型的信息，包括从地面获取各种类型信息以及向地面发送各种类型报告。
举个例子，飞行员想获得某一地点的气象信息。通过在MCDU屏幕上输入地点及气象信息类型，飞行员通过ACARS系统将此请求发送到地面站，之后地面计算机处理该请求，并将应答信息发回飞机上的ACARS管理单元显示或打印出来。
为了支持更多的应用，如气象、风、放行、中转航班等，ACARS的消息类型愈来愈多。航空公司为了某些特定的应用和特定的地面计算机开始定制ACARS系统。这导致了每家航空公司都在自己的班机上安装了自己的飞机通信寻址与报告系统应用。有些航空公司为机组安装了多达75个MCDU，而少的则只有十来个。除此之外，每家航空公司的地面站以及机载飞机通信寻址与报告系统管理单元发送和接受的消息内容及格式也各不相同。

## 運作
由人员或机载设备创建报文并通过飞机通信寻址与报告系统将其送达地面的人员或系统，反之亦如此。飞机通信寻址与报告系统报文可以以手工或自动方式发送。

### 甚高频子网
甚高频子网是由多个甚高频无线电地面站组成的一个网络，其目的是确保航空器在世界上任何一个地方都能同地面终端系统进行实时通信。甚高频子网是在视距范围内进行通信的，并与地面收发机（通常指远程地面站）保持联系。甚高频信号的传输范围受高度影响较大，在高高度上，甚高频信号传输范围一般也就200英里。因此甚高频通信仅在设有地面甚高频子网的陆地区域适用。
| Mode     | A                      |
| Aircraft | B-18722                |
| Ack      | NAK                    |
| Block id | 2                      |
| Flight   | CI5118                 |
| Label    | B9                     |
| Msg No.  | L05A                   |
| Message  | /KLAX.TI2/024KLAXA91A1 |

### 通信卫星及高频子网
卫星通信(SATCOM)可以覆盖除地球高纬地区（如飞越极地地区）外的所有地区。而新近出现的高频数据链系统则于1995年才开始建设，于2001年完成。其主要目的就是为了覆盖极地地区。安装有高频数据链系统的航空器能够执行极地航路飞行，并保持与地面系统的联系（如空中交通管制中心和航空公司的运行控制中心）。ARINC是高频数据链的唯一通信提供商。

### 数据链报文类型
三种报文类型：
- 航空运输管制
- 航空运行控制（英语：Aeronautical Operational Control）(AOC)
- 航线管理控制(AAC)

ATC报文是由ARINC 623规范定义的。主要用于机组请求放行，由地面人员进行放行。AOC及AAC报文用于飞机和基站之间通信。这些报文或者由用户定义，或者由ARINC 618/633规范定义。不同的报文类型可能包含诸如油耗、引擎性能数据和飞机位置等自由文本信息。

### 下传链路例子：离场延迟
飞行员有时会通知自己的飞行运行管理部门，当地空管部门推迟了本航空器的离场时间。在这种情形下，飞行员首先在通信管理单元(CMU)或多功能控制显示器(MCDU)上输入延迟原因和他期望的离场时间。输入之后，飞行员按下MCDU上的发送键。一旦CMU检测到该按键事件，它就生成一个包含延迟信息的数字报文。该报文可能包括如下内容：航空器注册号，始发地和目的地代码，未延迟时的估计到达时间(ETA)，及当前期望抵达时间。然后CMU将此报文发送到现有的一种无线电设备上，如VHF,通信卫星或HF。如该报文通过VHF网络发送，则包含该报文的VHF信号将被发送到VHF远程地面站（RGS）。
应当注意的是，飞机通信寻址与报告系统报文的主体部分通常只有100到200个字符的长度。这种长度的报文可以在一次传输中完成。一个飞机通信寻址与报告系统报文的主体最多只能包含220个字符。长于220个字符的下传ACARS报文只能分块多次传送。即便如此，任何报文也不能多于16块。地面站也只是在收到所有报文块后才开始处理和路由这个报文。飞机通信寻址与报告系统协议还支持失败重传机制，或在改变服务提供商时重新发送报文。
一旦地面站接收到完整的报文就将通过地面线(landlines)其转发到数据链服务提供商(DSP)的主机系统。服务商根据主机上的路由表再将该报文转发到航空公司或其他目的地。路由表由服务商维护，它可以根据尾号辨认出每一架飞机，并且可以辨识出它所能处理的报文类型。（航空公司必须向服务商提供自己的ACARS报文标记及每种报文的路由信息。）CMU发送的每个飞机通信寻址与报告系统报文都包含一个报文头，该报文头含有所需的路由信息。服务商将是根据这些信息将报文转发到不同的航空公司的。
航空公司收到报文后，会进行进一步处理：重新格式化报文；存储到数据库中以待日后分析；转发到其他部门，如航班操作部门、维修部门、财务部门等等。在上面的例子中，这个包含延迟起飞信息的报文也许会转发到航班操作部门和目的地，通知它们飞机将延迟到达。
从飞行员按下发送键到航空公司的计算机处理完该报文，其间所花时间是不同的。不过一般说来，大概在6-15秒的量级内。我们称从CMU发往地面的报文为下传报文。

### 上传链路例子：气象报告
传送到飞机上的报文为上传链路报文，与下传报文几乎互为镜像。例如，为响应一条请求气象信息的飞机通信寻址与报告系统下传报文，航空公司的计算机系统首先生成一条包含该飞机注册号及实际气象信息的上传报文，之后将其送往数据链服务供应商（DSP）的主机系统。
供应商通过自己的地面网络将该报文传送到距飞机最近的甚高频(VHF)远程地面站。地面站将此报文通过VHF广播出去，机载VHF接收到此信号后通过内置的调制解调器将其转为数字报文发送至通信管理单元(CMU)。CMU验证飞机注册号，如果相符就继续处理该报文。
CMU对该上传报文的处理和依赖于特定的航空公司需求。通常该报文或者被转发到其他航电系统，如飞行管理系统(FMS)或飞行数据访问系统(FDAMS)，或者由CMU自行处理。对于气象报告，CMU即为报文目的地。机组成员随后可以通过MCDU查看或者打印出此气象报告。

### 下传链路例子：FDAMS报文
其他机载系统向地面站发送报文的方式和上述例子是相似的。其中一个实例就是FDAMS(Flight Data Acquisition and Management System)。FDAMS系统通过一系列算法来监控发动机的状态（如振动和油温）是否正常。FDAMS系统可以检测出一个发动机异常事件，并自动生成一个飞机通信寻址与报告系统报文发送到CMU（细节可参见ARINC 619协议），再由CMU发送到地面。在此情形下，数据链服务商将直接将此报文路由到航空公司的维修部门，实时通知地面维修人员。

## 飞机通信寻址与报告系统构成
飞机通信寻址与报告系统主要由三部分组成：
- 机载设备
- 服务提供商
- 地面处理系统

### 机载设备
机载数据链系统的核心是ACARS管理单元(MU)。旧版本的管理单元是由ARINC 724B规范定义的。被称为通信管理单元(CMU)的新版管理单元是由ARINC 758规范定义的。
飞机通信寻址与报告系统机载设备由一个终端和一个路由器组成。终端是ACARS消息下传的起点和上传的终点。MU/CMU是一个路由器。它的功能是通过空地网络提供最便捷的下传路由。大多数情况下，MU/CMU也作为AOC消息的终端使用。
典型的终端系统有飞行管理系统，数据链打印机，维护计算机，还有驾驶舱终端。其应用包括：
- FMS - 发送飞行计划更改请求，位置报告等。接收清场及控制塔台指令。
- 打印机 - 定位并自动打印一条上传消息。
- 维护计算机 - 下载诊断消息。在一些系统里，地面工程师甚至可以通过数据链消息引导飞行员进行空中故障分析及排除。
- 客舱终端 - 通常用于空中乘务员和有特定需求的乘客之间的交流，通知分发餐饮以及登机门变更等。

飞机通信寻址与报告系统报文通过以下三个空地通信子网中的某一个进行传输。
- 甚高频是最为廉价且通用的一种通讯方式。但由于其直线传输的局限性而无法跨海洋传播。
- 通信卫星通过INMARSAT卫星网络可以覆盖除极地外的全球。但却相当昂贵。
- 高频网络是新近建立起来的。其目的是为了覆盖通信卫星的死角。

当有报文需要从航空器上发送给地面时，内建于MU/CMU的路由功能确定使用哪一个子网传递报文。由航空公司操作人员为CMU提供一张路由表用于选择最佳子网。

### 数据链服务提供商
数据链服务提供商(DSP)负责空地之间的消息分发。
由于飞机通信寻址与报告系统网络出现在点对点的电报网络之后，因此其采用中央集中处理的方式。DSP通过地面站网络将飞机通信寻址与报告系统消息路由到合适的终端设备。在电脑出现之前，报文到达中央处理站之后会被制成穿孔的纸带，然后将该纸带送到与预达目的地连接的机器上继续进行报文传输。如今这种路由方式已电脑路由所取代，但其工作模式还是一样的。
目前世界上主要有两大厂商提供地面网络服务——ARINC和SITA。一些国家则在其帮助下建立了自己的网络。ARINC主要在北美地区，最近在欧洲建立网络。ARINC也帮助中国建立了CAAC网络。在泰国和南美，ARINC帮助其建立了VHF(甚高频)网络。SITA多年来一直在欧洲、中东、南美和亚洲经营自己的网络。最近SITA又在美国和ARINC开始竞争。
一直以来，世界上每一地区都只有一个供应商提供服务。形势在变化，ARINC和SITA在竞争，它们安装的网络开始覆盖同一地区。

### 地基系统
地基系统是下传数据的目的地和上传数据的起始地。通常，地基系统或者属于政府，如CAA/FAA，或者属于航空公司。CAA地基系统提供了如放行等空中交通管制服务。航空公司则关注于运营效率，提供了诸如登机门分配、维护、乘客需求等等服务。最近航空公司开始应用Rockwell Collins公司的产品——HERMES （页面存档备份，存于），来汇集，分析并重组飞机通信寻址与报告系统消息，并可以将它们重新传回原飞机或其他航班。该产品最近已扩展到电子航班(eFlight （页面存档备份，存于）)的概念。

## ARINC规范
由飞机通信寻址与报告系统管理单元所执行的处理过程以及基本的硬件需求是由ARINC规范定义的。下面列出涉及飞机通信寻址与报告系统的一些主要ARINC规范：
| ARINC 607  | 航电设备设计导引。包括ARINC 758 CMU安装所需的飞机个性化模块的定义。                                                                                     |
| ARINC 429  | ARINC 429广播数据规范（接收来自其他LRU的数据）. |
| ARINC 618  | 定义了ACARS甚高频通信的空地协议。同时定义ACARS报文格式。此格式称为A型报文。这些特性将来会升级到VDL 2型 AOA中。                                          |
| ARINC 619  | 定义了ACARS同其他机载航电设备的文件传输规范。ARINC 619 覆盖了ACARS同FMS，FDAMS，驾驶舱终端，维护计算机，卫星通信系统及高频收音机系统的文件传输协议。    |
| ARINC 620  | 定义了地——地通信协议。包括了地面站之间的报文格式及路由。此格式称为B型报文。                                                                             |
| ARINC 622  | 定义了通过ACARS数据链发送ATC应用报文的处理过程。(包括ARINC 623 ATC报文).                                                                                |
| ARINC 623  | 定义了通过ACARS系统生成和接收ATC报文的特性。(不包括由FMS系统处理的FANS-1 或 FANS-A 报文)                                                                |
| ARINC 724B | ACARS 管理单元与ARINC 724B连接线的规范 |
| ARINC 739  | 多功能驾驶舱显示器(MCDU)规范 |
| ARINC 740  | 驾驶舱打印机规范 |
| ARINC 744  | 驾驶舱打印机规范 |
| ARINC 758  | 采用ARINC 758连接线时的ACARS通信管理单元(CMU)规范. 此规范实际上为CMU将来可能的扩展定义了不同等级的功能. 执行当前ACARS功能的最初的CMU系统被归为Level OA. |

## 术语表
- ACARS：Aircraft Communications Addressing and Reporting System，飞机通信寻址与报告系统。
- ACMS：Aircraft Condition Monitoring System，飞机状态监控系统。
- AOA：ACARS Over AVLC.  With the introduction of VDL Mode 2, the ACARS protocols were modified to take advantage of the higher data rate made possible by Mode 2.  AOA is an interim step in replacing the ACARS protocols with ATN protocols.
- ATN：Aeronautical Telecommunications Network，航空电信网。随着航空运输业的发展，ACARS已无力处理大量的数据链通讯。ATN计划在将来取代ACARS，它可以提供诸如认证，安全和一种真正的网络互联（英语：internetworking）架构。欧洲在ATN的实现方面走在美国的前面。
- AVLC：Aviation VHF Link Control，航空甚高频链路控制。航空航天领域内的一种特殊的数据链通信协议。
- CMF：Communications Management Function，通信管理功能。运行于CMU上的软件系统，有时以一个分区(Partition)的形式被集成到一台航电计算机内。
- CDU：Control Display Unit，控制显示单元。
- CMU：Communications Management Unit，通信管理单元。MU的后继者。其特性由ARINC 758所定义。
- FDAMS：Flight Data Acquisition and Management System，飞行数据采集与管理系统。
- FMS：飞行管理系统（Flight Management System），其标准由ARINC 702及702A所定义。
- HF：高频。
- LRU：现场可更换单元（Line-replaceable unit），一种被称为“黑匣子”（注：此处并不是指飞行记录器）的航空电子设备，能够在停机位或机库更换，无需该航空器停止运营。
- MCDU：Multifunction Control Display Unit，多功能控制显示单元。一包含键盘输入的字符显示设备，其特性由ARINC 739所定义。MCDU有七个输入端口。可以用于包括CMU和FMS在内的七个系统。每个系统连接到一个MCDU并显示自己的页面。
- MU：Management Unit，控制单元。通常指ACARS MU，LRU的一种，为数据链报文提供与地面之间的路由。
- OOOI：基本飞行阶段的缩写 -- Out of the gate 推出登机门，Off the ground 离地，On the ground 着陆，In the gate 停靠登机门。
- POA：Plain Old ACARS.  Refers to the set of ACARS communications protocols in effect before the introduction of VDL Mode 2.  The term is derived from POTS (Plain old telephone service) that refers to the wired analog telephone network.
- SATCOM：通信卫星（Satellite Communications）。机载SATCOM设备包括一个卫星数据单元、一个高能放大器和一个波束可控的天线。典型的一套卫星通信设备支持一个数据链信道和几个语音频道。
- VDL：VHF Digital Link，甚高频数字链路。
- VHF：甚高频（Very High Frequency），无线电频谱的一段。